# Эгейские острова
Эге́йские острова́ (греч. Νησιά Αιγαίου), Архипела́г (итал. Arcipelago от др.-греч. Ἀρχιπέλαγος — «главное море»), Греческий архипелаг, Эгейский архипелаг — острова Эгейского моря. Весьма многочисленны — 483 острова, они тянутся несколькими группами от Балканского полуострова к берегам Малой Азии и замыкают Эгейское море с юга, придавая ему вид озера. Архипелаг состоит из большого количества крупных (Крит, Родос, Самос, Хиос, Лесбос, Эвбея и др.) и групп мелких островов (Северные Спорады, Южные Спорады, Киклады и др.), лежащих на небольших расстояниях друг от друга, обычно не дальше, чем на 50 километров.
Архипелаг большей частью входит в состав Греции. Острова Гёкчеада (Имврос) и Бозджаада (Тенедос) принадлежат Турции. Площадь около 20 тысяч километров (Крит — 8336, Эвбея — 3652). На Эгейских островах располагается значительная часть территории Греции. Население более 1 миллиона человек (преимущественно греки). Занимаются земледелием, разведением скота, отчасти шелководством и рыболовством; разводится много фруктов и маслин. Патмосский экзархат и митрополии Додеканесских островов (Косская и Нисиросская, Леросская, Калимносская и Астипалейская, Карпатская и Касская, Родосская, Симская) остаются в юрисдикции Константинопольского патриархата. На островах Киклады проживают католики.

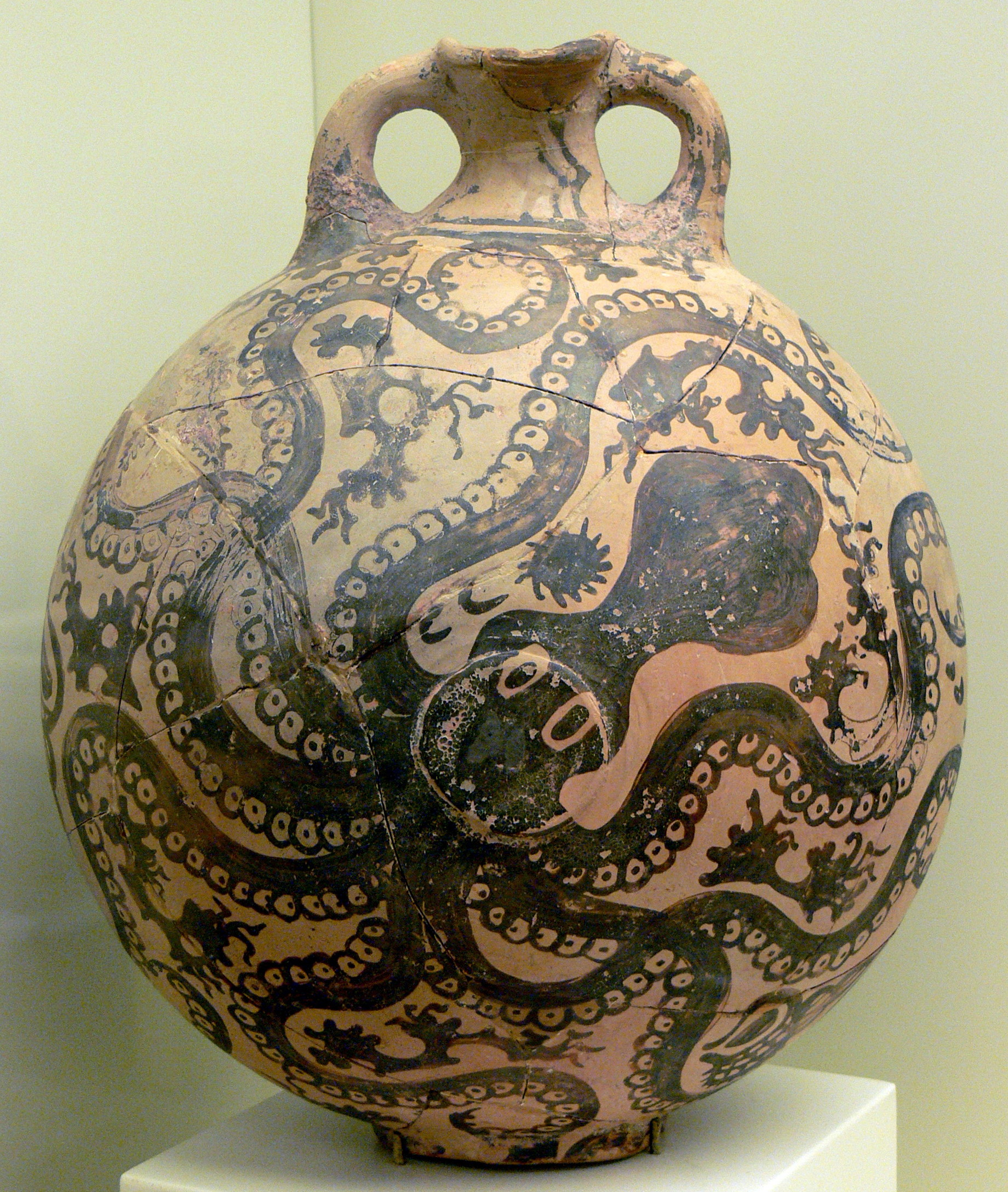
Эгейское искусство. Сосуд с изображением осьминога из Палекастрона. XVI век до н. э. Археологический музей Ираклиона.

Туры на Эгейские острова популярны среди любителей истории. Большая часть гостиниц находится на островах Крит, Родос и Эвбея.
В бронзовом веке (3-е — 2-е тысячелетия до н. э.) и до нашествия племён дорийцев (XII век до н. э.) на Эгейских островах развивалась эгейская культура. Эгейские острова — одна из колыбелей античности, древнегреческой и византийской цивилизаций.

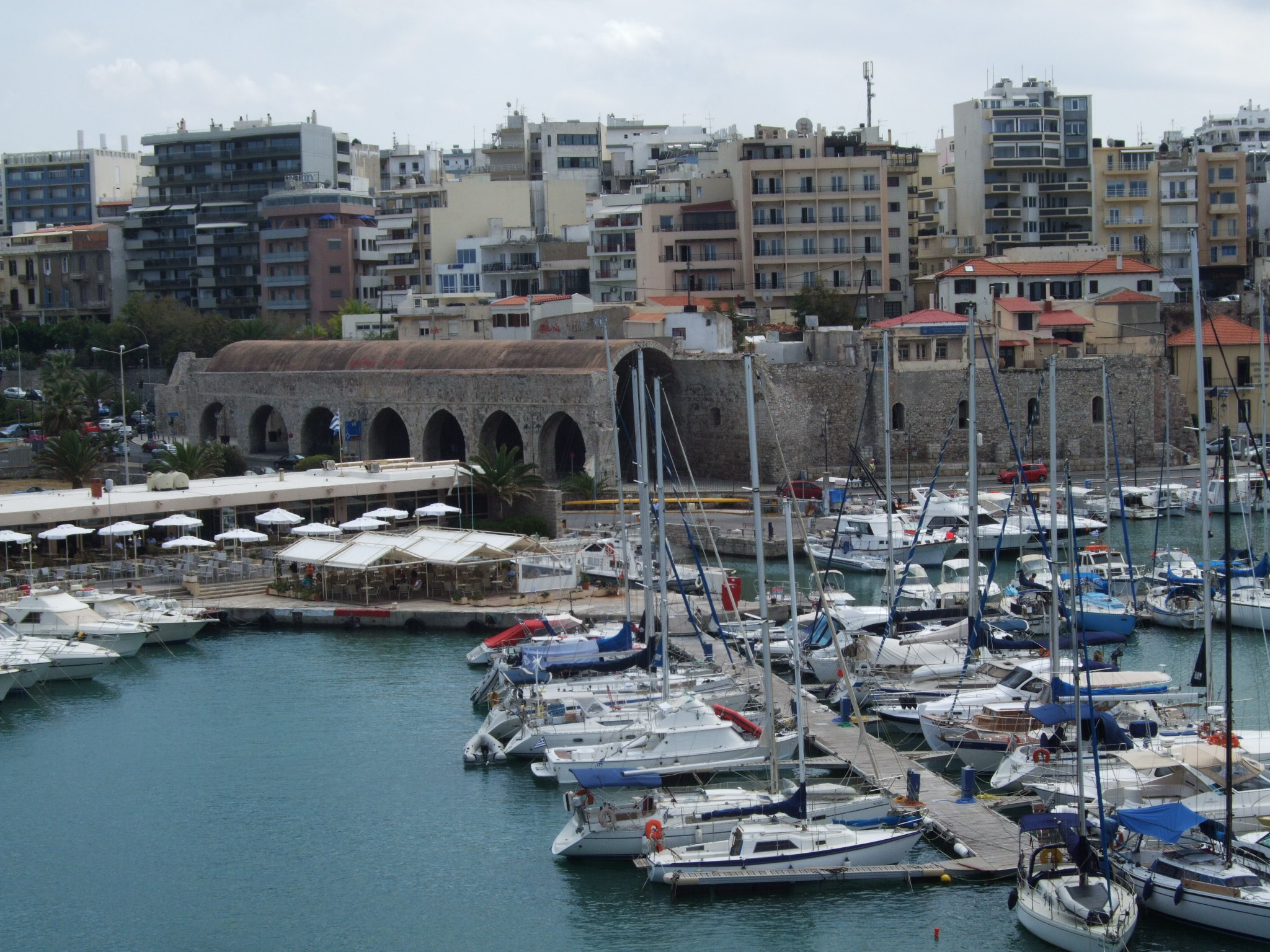
Ираклион. Вид части города.

Крупнейший порт — Ираклион на Крите. Крупнейшие аэропорты — «Никос Казандзакис» и «Иоаннис Даскалояннис» на Крите, «Диагорас» на Родосе. На Крите расположены Университет Крита и Технический университет Крита. Главные музеи — Археологический музей Ираклиона на Крите и Археологический музей Родоса.

## Этимология
Первоначально Архипелагом (итал. Arcipelago от др.-греч. Ἀρχιπέλαγος — «главное море» от ἄρχι- — главный и πέλαγος — море) венецианцы называли в XIII веке Эгейское море.

## Группы Эгейских островов

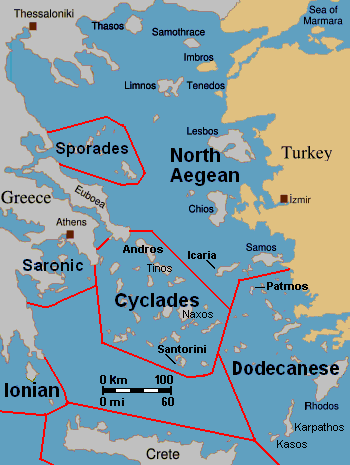
Группы Эгейских островов.

В северной части моря расположены Фракийские острова (Θρακικές Σποράδες) — Тасос, Самотраки, Лемнос, Айос-Эфстратиос, Гёкчеада и Бозджаада. К юго-западу от них, ближе к берегам Греции, лежит группа Северные Спорады. У восточного побережья Балканского полуострова, напротив Аттики, находится большой остров Эвбея. В заливах Сароникос и Арголикос находятся Саронические острова. Вдоль побережья Малой Азии с севера на юг тянутся крупные острова Лесбос и Хиос (Восточные Спорады) и Южные Спорады. Самые значительные из островов Южные Спорады — острова Родос, Самос, Икария, Кос, Карпатос и Калимнос. В центре Архипелага находятся острова Киклады в составе 24 крупных и до 200 мелких островов, часть которых образует круг (греч. κύκλος — круг) вокруг небольшого острова Дилос: Кея, Андрос, Тенос, Миконос, Наксос, Аморгос, Иос, Тира, Тирасия, Милос, Сифнос, Серифос, Китнос, Сирос и Парос. Западную часть Эгейского моря занимают Китира, противолежащая юго-восточной оконечности Пелопоннеса, и небольшой остров Андикитира между Китирой и северо-западной частью Крита. С юга Архипелаг замыкается островной дугой, в которую входит самый крупный из островов Архипелага Крит (260 километров длины, от 12 до 57 километров ширины), Касос и Карпатос. Дальше в восточном направлении уже в Средиземном море находится остров Кипр, противолежащий Сирии.
Киклады и Спорады соединяли средние части материковой Греции с малоазийским побережьем, занятым Эолидой и Ионией, и возвышенными частями страны за ними — с Мисией, Лидией и Карией. Крит соединял Пелопоннес через Родос с юго-западными приморскими частями Малой Азии, с Карией, а через Кипр — с Киликией и Ликией и важнейшими областями Сирии. Вместе с тем так называемый «южный мост» служил переходом к отдалённому Египту, которого достигали морским путём через Кипр и вдоль берегов Сирии.

## Природа

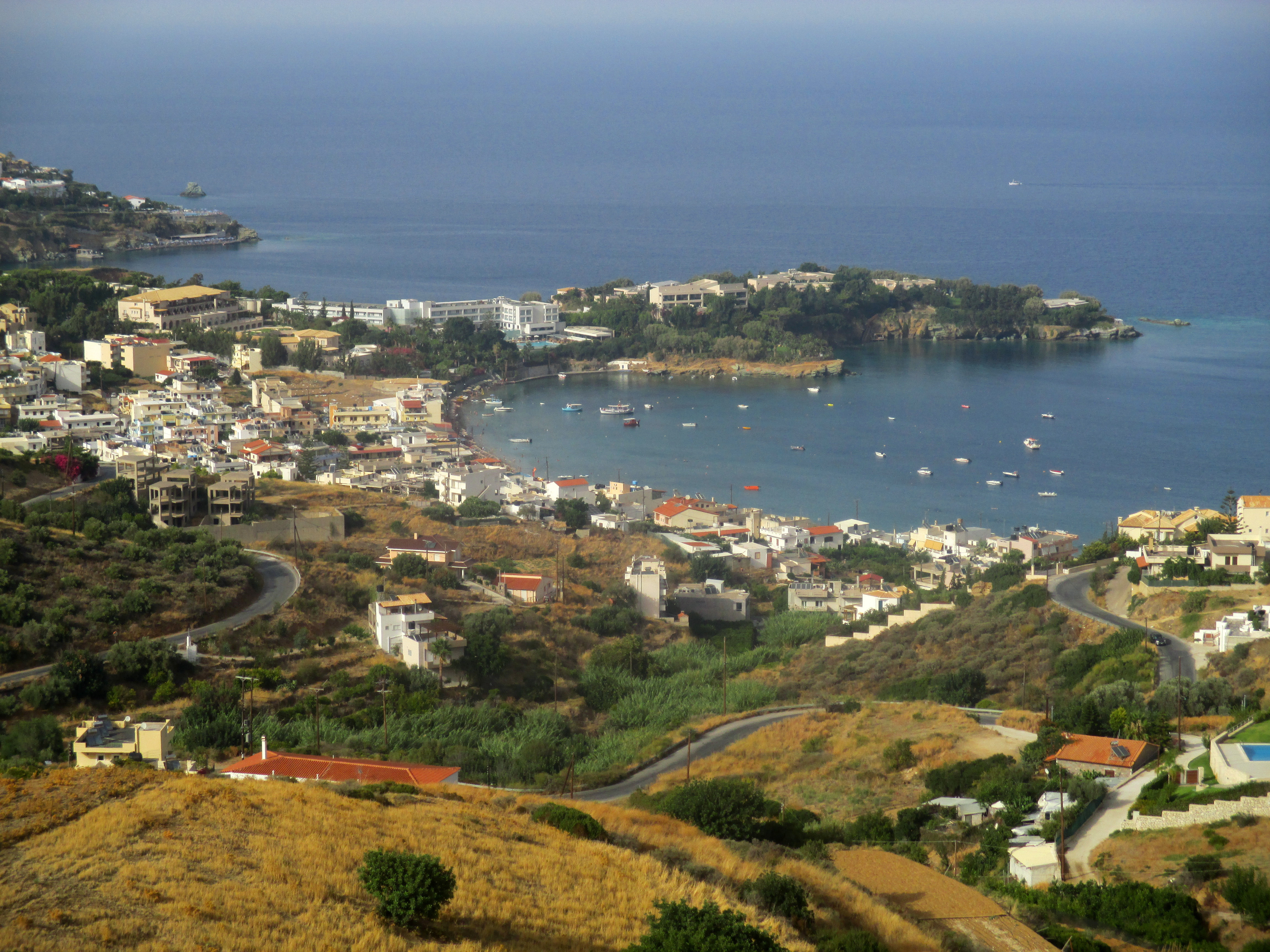
Айия-Пелайия близ Ираклиона

Острова Архипелага представляют уцелевшие остатки сплошного пространства Эгейской суши (Эгеиды), имевшейся ещё в третичный период на месте Эгейского моря и опустившейся в конце плиоцена и в плейстоцене. Все острова возвышенны и гористы. Высоты достигают 1000 метров в западной части Архипелага и 1500 метров — в восточной. Высшая точка — гора Ида на Крите (2456 м). Складчатые горы островов Крит и Родос (Атавирос, 1215) продолжают горную систему Пинд. Через острова Крит, Карпатос и Родос протягивается дугообразно изогнутая покрово-складчатая система Эллинид, которая является южным сегментом Динаро-Эллинской сладчатой системы. Вдоль южного подножия Критской островной дуги, включающей острова Крит и Родос, вытянут Гелленский жёлоб. Острова Китира, Андикитира, Крит, Касос и Карпатос формируют невулканическую дугу. Плиоцен-четвертичные вулканы в южной части архипелага Киклады (на островах Милос, Тира) и в архипелаге Южные Спорады (на островах Нисирос, Яли, Кос) относятся к Южно-Эгейской вулканической дуге. В XX — начале XXI века сильные (магнитуда 6—8) разрушительные землетрясения произошли 11 августа 1903 года на Китире (Ms7,9), 26 июня 1926 года на Родосе (Ms7,4) и 8 января 2006 года на Китире (Mw6,7). На островах вулканического происхождения в архипелагах Киклады и Южные Спорады распространены лавовые поля и плато.
Климат тёплый, субтропический средиземноморский, с жарким сухим летом и мягкой влажной зимой. Средние температуры января 6-13 °C, июля — 26-28 °C, осадки выпадают в количестве от 500 до 1000 мм в год. Максимум осадков выпадает зимой.
Растительность сухолюбивого характера. Много вечнозелёных форм. Лесов мало.
На ряде островов имеются и разрабатываются залежи полезных ископаемых: бурого угля, магнезита и хромовых руд (хромитов) на острове Эвбея, наждака и мрамора на острове Наксос. Известны месторождения железных руд (на ряде островов), бокситов (на островах Эвбея, Наксос, Аморгос, Самос), свинцово-цинковых руд (на Тасосе).
На островах Киклады сформировались плодородные вулканические почвы. Почвы на большей части Эгейских островов подвержены интенсивной эрозии.
Создан биосферный резерват Самария на Крите.

## История

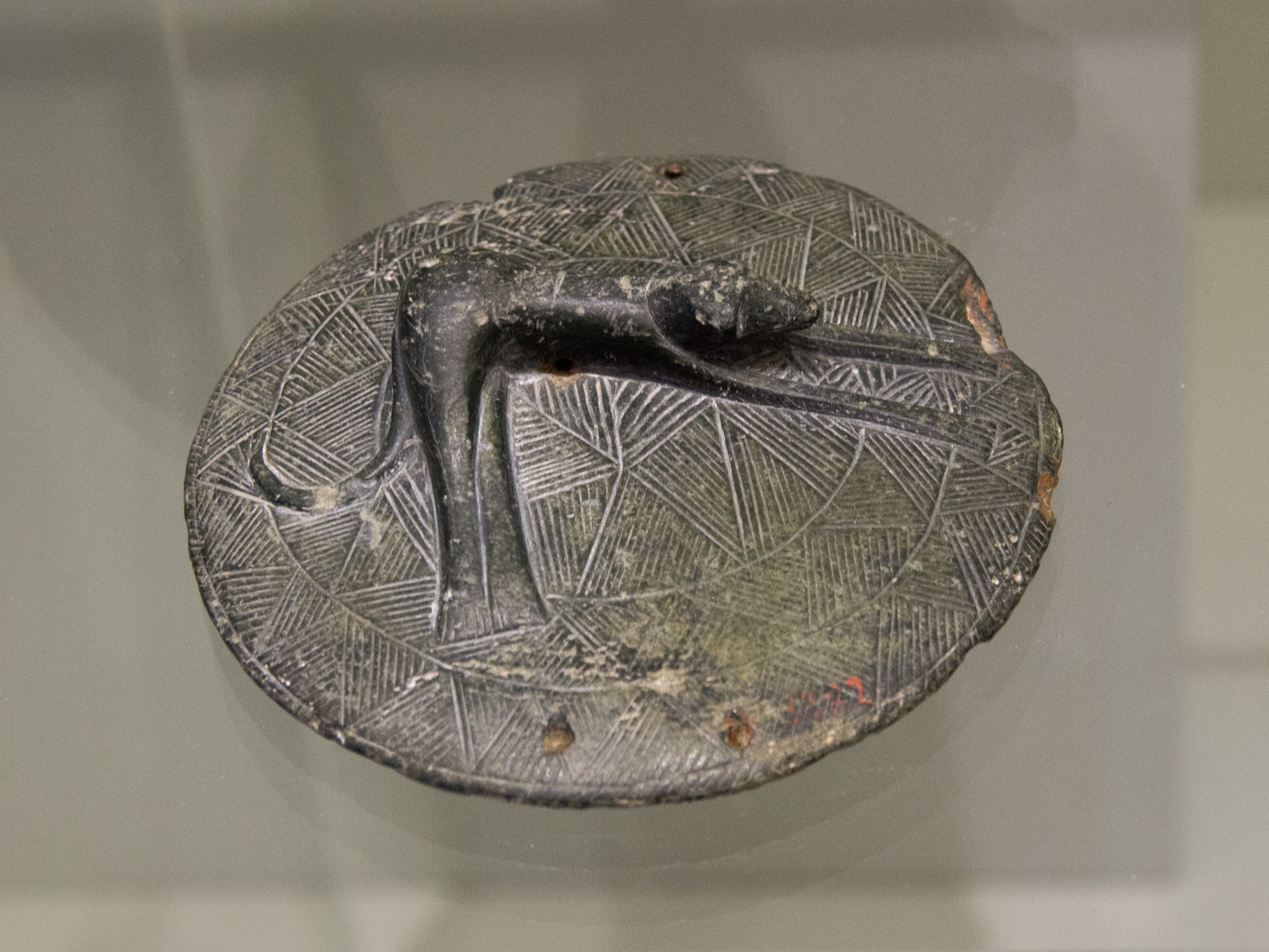
Крышка пиксиды с изображением собаки с острова Мохлос. Около 2400 года до н. э. Археологический музей Ираклиона.

На Эгейских островах распространены памятники среднего палеолита.

### Античный период
После победы в битве при Платеях (479 год до н. э.) в ходе греко-персидских войн (500—449 годы до н. э.) под эгидой Афин в 478/477 году до н. э. возник Первый афинский морской союз (Делосский союз) на основе Делосской амфиктионии, его центром стал остров Делос. Афинский союз переродился в Афинскую державу. После сражения при Эгоспотамах (405 год до н. э.) в ходе Пелопоннесской войны в 404 году до н. э. союз был распущен. Вместо Афин гегемоном для морских полисов стала Спарта.
В 378 году до н. э. было провозглашено создание Второго афинского морского союза. После битвы при Херонее (338 год до н. э.) по требованию Филиппа II Македонского союз был распущен, Эгейские острова попали под власть Македонии в составе Коринфского союза. После римского завоевания Греции и государств диадохов Эгейские острова попали под власть Рима.

### Византийский период
После раздела Римской империи в 395 году н. э. Эгейские острова вошли в состав Византии до Четвёртого крестового похода.
В 1206—1669 годах Венецианская республика владела островом Крит, купленным у одного из вождей Четвёртого крестового похода Бонифация Монферратского. В 1209—1211 годах Венеция установила свой протекторат над тремя ломбардскими сеньорами (терциариями), правившими Негропонтом (Эвбеей), а с 1390 по 1470 год непосредственно владела островом.
Семья венецианских патрициев Гизи завоевала в 1207 году Северные Спорады (Скирос, Скиафос и Скопелос), а также острова Киклады Тинос и Миконос. Астипалеей владела венецианская семья Кверини (1207—1522), носившая в поздний период титул граф. Семья Корнаро владела Карпатосом. Филокало Навагайозо в 1207 году захватил Лемнос, которым его потомки владели до 1278 года. Семья Веньер владела островом Китира.
Генуэзская семья Джустиниани владела островом Хиос (1346—1566), завоёванным адмиралом Симоне Виньозо (Simone Vignoso). Генуэзская семья Гаттилузио правила островами Лесбос (1355—1462), Тасос (с 1427 года), Лемнос (с 1453/1456 годов), Самотраки и Имврос (1409—1456).

### Герцогство Архипелага
В 1207 году венецианец Марко Санудо захватил несколько островов Киклады. Марко Санудо сохранил за собой владение островами Наксос, Парос, Андипарос, Сирос, Китнос, Сифнос, Иос, Милос, Кимолос, Фолегандрос и Сикинос. Острова, которые были вассалами герцогства Архипелага (1207—1566), основанного Марко Санудо, — Андрос был передан во фьеф Марино Дандоло в 1207—1233 годах, Аморгосом владели Андреа и Иеремия Гизи, островами Кея и Серифос владели Гизи, Джустиниани и Микьель в 1207—1328 годах, островами Тира и Тирасия владели Бароцци в 1207—1350 годах, островом Анафи владели Фосколо в 1207—1269 годах В 1210 году император Латинской империи Генрих I Фландрский провозгласил Санудо наследственным герцогом Додеканнисским, или Архипелажским (Duca dell' Arcipelago). Столицей стал Наксос. Преемники Марко Санудо под именем герцогов Наксосских владели большей частью унаследованных островов. После смерти Джованни I Санудо в 1362 году Нерио Аччайоли искал — в числе многих других — руки его наследницы и дочери Фиоренцы Санудо, вдовы сеньора Негропонта Джованни далле Карчери, но Венеция воспрепятствовала этому браку, стремясь усилить своё влияние на герцогство. Фиоренцу похитили венецианские агенты, доставили на Крит и шантажировали, чтобы она вышла замуж за своего двоюродного брата Никколо. В 1383 году эта династия сменилась родом Криспо, после того как Франческо I Криспо в открытом восстании захватил власть. Последний герцог из этого рода Джакомо IV Криспо правил до 1566 года, когда султан Селим II передал власть Иосифу Нази. Когда новый герцог умер в 1579 году, острова вошли в состав Османской империи.

### Эгейские острова под властью турецких завоевателей

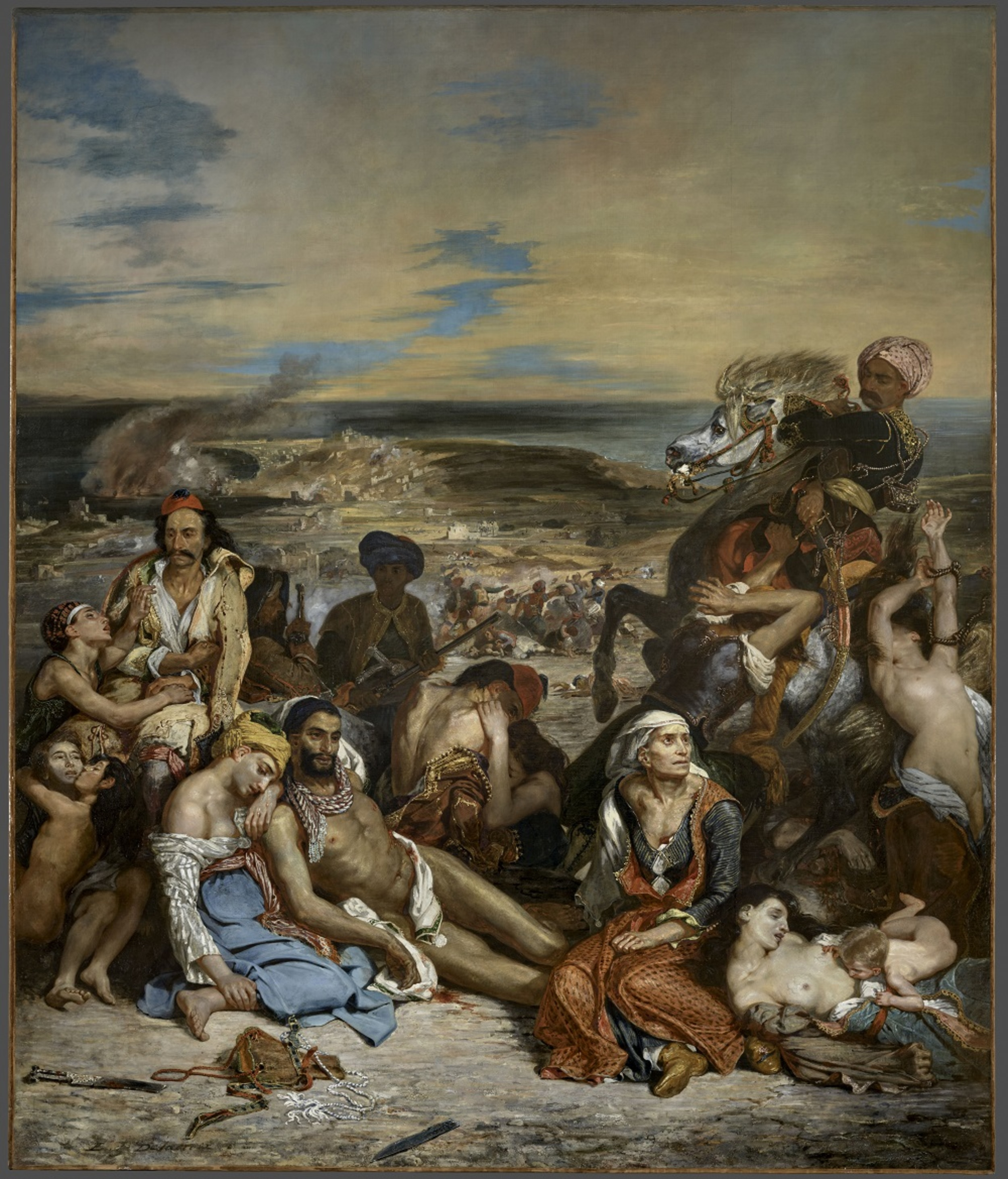
«Резня на Хиосе». Художник Эжен Делакруа. 1824 год. Лувр, Париж.

Под властью турецких завоевателей оставались Киклады (1566—1830), Крит (1566—1898), острова Южные Спорады (Додеканес, 1522—1912), Родос (1522—1912), Саронические острова (1460—1830), Северные Спорады (1538—1830), Северо-Эгейские острова и Восточные Спорады (1677—1912).
Независимому Королевству Греция, созданному на Лондонской конференции 1832 года, были уступлены группы островов Северные Спорады и Киклады. В 1898 году Крит получил административную автономию под покровительством великих держав. По Лондонскому мирному договору Греции были переданы Крит, Северо-Эгейские острова и Восточные Спорады.

### Итальянские Эгейские острова
До 1912 года острова Южные Спорады (Додеканес) находились в составе Османской империи. В 1912 году была провозглашена независимость островов, в том же году в ходе Итало-турецкой войны острова были оккупированы королевством Италия, а затем включены в его состав. В 1945 году в ходе Второй мировой войны острова оккупированы Великобританией. В 1947 году Италия передала острова Греции.

## Территориальное деление

### Эгейские острова, Крит

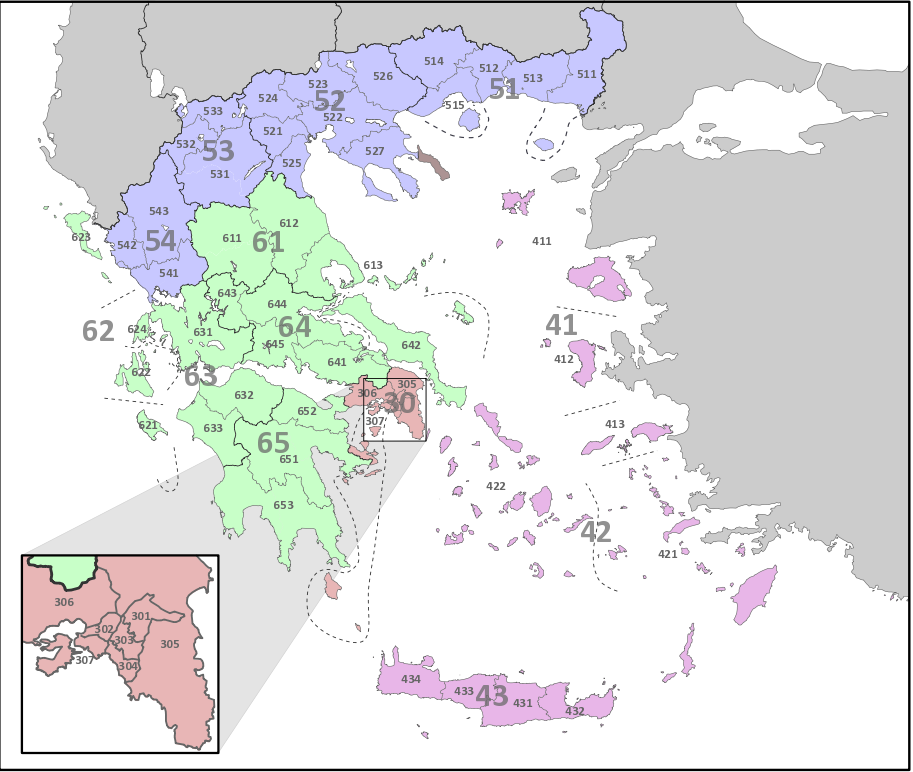
NUTS-единицы первого уровня в Греции

Площадь территориального единства (χωρική ενότητα) Крит и Эгейские острова — 17 458 квадратных километров. Население — 1 131 271 человек по переписи 2011 года. Плотность населения — 64,8 человека на квадратный километр. Средняя высота — 107,5 метра над уровнем моря. «Эгейские острова, Крит» является NUTS-единицей первого уровня. Делится на три периферии: Крит, Северные Эгейские острова и Южные Эгейские острова. Периферия Крит входит в одноимённую децентрализованную администрацию, Северные Эгейские острова и Южные Эгейские острова — в децентрализованную администрацию Эгейские острова.

### Географический район Крит

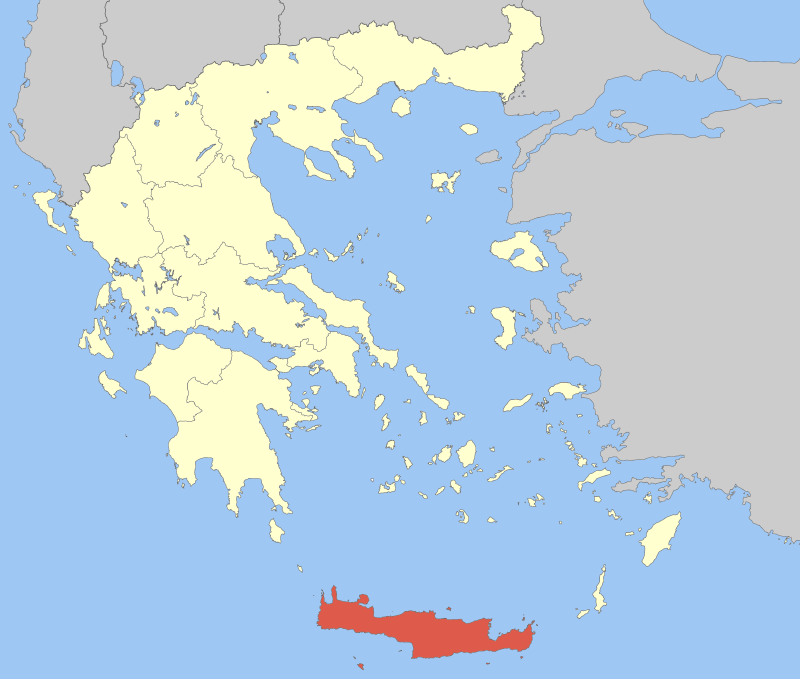
Географический район Крит.

Площадь географического района (γεωγραφικό διαμέρισμα) Крит — 8336 квадратных километров. Население — 623 065 человек по переписи 2011 года. Плотность населения — 74,74 человека на квадратный километр. Средняя высота — 136 метров над уровнем моря. Административно входит в одноимённую децентрализованную администрацию и одноимённую периферию. Административный центр — Ираклион.

### Географический район Эгейские острова

Географический район Эгейские острова

Площадь географического района (γεωγραφικό διαμέρισμα) Эгейские острова — 9122 квадратных километров. Население — 508 206 человек по переписи 2011 года. Плотность населения — 55,71 человека на квадратный километр. Средняя высота — 72 метров над уровнем моря. Административно входит в одноимённую децентрализованную администрацию и делится на две периферии — Северные Эгейские острова и Южные Эгейские острова. Административный центр — Пирей.